# Leśniczówka Skarżysko Książęce
Leśniczówka Skarżysko Książęce – część miasta Skarżyska-Kamiennej, usytuowane w północnej części miasta.
Administracyjnie wchodzi w skład osiedla Książęce. Jest to niewielkie skupisko osadnicze po zachodniej stronie ulicy Warszawskiej, na wysokości ulicy Książęcej.